# Окинава (град)
Вижте пояснителната страница за други значения на Окинава.
Окинава (на японски: 沖縄市) е вторият най-голям град в префектура Окинава, Япония, след столицата Наха. Намира се в централната част на остров Окинава, на около 20 km северно от Наха.
Към декември 2012 г. оценката за населението на града възлиза на 138 431 души. Площта му е 49 km².

## История
По времето на Кралство Рюкю днешната територия на Окинава е заета от две административни подразделения – магири. През 1908 г. префектурата Окинава слага край на системата магири и основава селата Гоеку и Мисато. Двете села се урбанизират едва след края на Втората световна война.
След Битката за Окинава САЩ установява първия лагер за бежанци в Окинава, в района южно от днешната военновъздушна база Кадена. Населението на селата нараства рязко. Двете села стават силно урбанизирани в резултат от построяването на бежански лагери и основаването на големи военни бази. През юли 1956 г. село Гоеку става град.
През нощта на 20 декември 1970 г. в Гоеку избухва бунт на местното население, в който 5000 окинавци влизат в контакт със 700 американски военни полицаи. Близо 60 американци са ранени и 75 коли са изгорени. Няколко сгради на военновъздушна база Кадени са разрушени или тежко повредени. Бунтът се разглежда като символ на окинавския гняв след 25 години американска военна окупация.
Градът Окинава е образуван на 1 април 1974 г. след сливането на Гоеку и Мисато.

## Родени в Окинава
- Гакт Камуи – японски певец и актьор.

## Побратимени градове
Окинава е побратимен с:
- Дили, Източен Тимор
- Лейкуд, Вашингтон, САЩ